# Li Lienfung
Li Lienfung (1923 - 3 de agosto de 2011) foi uma química e escritora de Singapura. Ela foi uma escritora bilingue, usando tanto o inglês como o chinês. Li foi conhecida por suas peças de teatro, contos e, especialmente, pela sua coluna de jornal, o "Bambu Verde."

## Biografia
Li nasceu em Xangai em 1923. O seu pai, Li Ching Kuo, deixou a família para trabalhar nos Estados Unidos, deixando a mãe de Li sozinha para tomar conta dela na China. Eventualmente, ele abandonou a família quando a mãe de Li não aceitou ir para os EUA. Quando a China foi invadida pelo Japão em 1937, ela mudou-se para Hunan e, em seguida, para Hong Kong.
Ela foi para o Mills College, em 1940, onde se graduou com uma licenciatura em química. Depois de ela se formar em Mills, ela trabalhou por um curto período de tempo em uma fábrica de fundição de alumínio, em Nova Jersey, como uma assistente de laboratório. Ela começou a estudar química orgânica do Instituto de Tecnologia de Massachusetts (MIT), mas foi transferida para a Universidade de Cornell, onde obteve o seu mestrado em Literatura, em 1946. Na universidade de Cornell, a sua tese focou-se na literatura popular chinesa.
Em julho de 1946, casou-se com Ho Rih Hwa, que também era um estudante na universidade de Cornell. Ela e o pai também reconciliaram-se nesse momento. O seu pai a mandou para Banguecoque, em 1948, onde ela se tornou a principal química de análise de minérios de tungsténio que o seu pai exportava, negociando com o grupo empresarial Wah Chang. A sua família mudou-se então para Yangon, em 1949. Mais tarde, Li ajudou o seu pai a criar fábricas de alimentação e outros produtos relacionados com a alimentação.
A filha de Li, Ho Minfong, nasceu em Yangon, em 1951. Minfong tornar-se-ia uma escritora notável. O seu filho, Ho Kwon Ping, nasceu em Hong Kong, em 1952, e mais tarde tornou-se um empresário. Li tem outro filho, Kwon Cjan, que também está envolvido em negócios. Em 1952, Li voltou a trabalhar para a empresa, e, eventualmente, foi-se dado o cargo de vice-presidente do grupo Wah Chang.
O marido de Li tornou-se o embaixador de Singapura na Tailândia, em 1967. Depois da Tailândia, foi feito o embaixador em vários países europeus e entidades, o que significa que Li viveu na Europa até ao início da década de 1970, quando eles se mudaram para Singapura.
Li morreu em 3 de agosto de 2011, depois de entrar em coma depois de uma enorme hemorragia cerebral. Ela morreu no Hospital Nacional Universitário. Li entrou para o Corredor da Gama das Mulheres de Singapura, em 2014.